# Mycetophila porteri
Mycetophila porteri är en tvåvingeart som beskrevs av Duret 1981. Mycetophila porteri ingår i släktet Mycetophila och familjen svampmyggor. Inga underarter finns listade i Catalogue of Life.